# 吉田就彦
吉田 就彦（よしだ なりひこ　1957年 ）は、（株）ヒットコンテンツ研究所代表取締役社長、デジタルハリウッド大学大学院教授、コンテンツ学会理事、日本マーケティングサイエンス学会正会員。

## 人物
東京生まれ。早稲田大学理工学部機械工学科卒。1979年、キャニオンレコード（現ポニーキャニオン）入社。音楽、映像、ゲーム、マルチメディア等の制作、宣伝業務に20年間従事する。制作ディレクターや宣伝プロデューサーとしてチェッカーズやおニャン子クラブ、中島みゆき等の数々のヒットを手がける。映画プロデューサーとしてもビートたけし原作・準主演の『教祖誕生』などの制作をおこなう。また、テレビドラマ、アニメ、ビジュアルアイドル、スポーツ、ラーニング、ハウツー、キッズ等のビデオビジネスやゲーム、マルチメディア商品のビジネス・マネージメントにもたずさわる。ポニーキャニオンでの最後の仕事は、国民的な大ヒット曲となった「だんご3兄弟」。1994年5月　同社第2制作宣伝本部　第7A&R室副部長。1998年3月　同社映像制作1部　部長。
1999年、ポニーキャニオン退社後、インターネットベンチャーのデジタルガレージに取締役副社長として入社。9月　同社取締役CCO（Chief Contents Officer）就任。EC事業、オークションエスクロウ事業の立ち上げやCCO（Chief Content Officer）として、国内大手通信事業会社に対し、インターネットにおけるコンテンツ・ビジネスのコンサルティング業務等をおこなう。同社は2000年12月にJASDAQ市場にてIPOを果たす。2002年9月（株）イメージクエストインタラクティブ代表取締役副社長。
2004年4月　デジタルハリウッド大学大学院客員教授就任。2005年4月（株）テイツー取締役就任（現任）（株）ユーブック取締役に就任。
2007年2月　（株）ヒットコンテンツ研究所設立。同社代表取締役社長就任（現任）。4月　デジタルハリウッド大学大学院専任教授就任（現任）。
現在は、コンテンツ・アナリストを標榜して、公開会社を含む数社の取締役、顧問業務などを中心に、デジタルコンテンツ関連事業やデジタル・マーケティングを中心とした事業戦略コンサルティングを行なっている傍ら、デジタルハリウッド大学大学院ヒットコンテンツ研究室を中心に、コンテンツ・ビジネス関連の研究・人材教育にも関わっている。

## 手掛けたアーティスト
- チェッカーズ（ディレクター、プロデューサー）
- 中島みゆき（宣伝プロデューサー）
- CHAGE&ASKA（タイアップコーディネーター）
- ASKA（タイアップコーディネーター）
- 平松愛理（宣伝プロデューサー）
- うしろゆびさされ組（ディレクター）
- 原田知世（タイアップコーディネーター）
- ローズマリー・バトラー（ディレクター）
- 加藤いづみ（宣伝プロデューサー）
- 斉藤由貴（宣伝プロデューサー）
- 谷山浩子（宣伝プロデューサー）
- 牧瀬里穂（タイアップコーディネーター）
- 中山秀征（ディレクター）
- 八田雅弘（ディレクター）
- HITBOY（ディレクター）
- 関口誠人（タイアップコーディネーター）

## 手掛けた映画
- 「幻魔大戦」（ディレクター）
- 「幕末純情伝」（タイアップコーディネーター）
- 「CHECKERS IN TAN TAN たぬき」（音楽プロデューサー）
- 「教祖誕生」（プロデューサー、音楽プロデューサー）
- 「KAMIKAZE TAXI」(プロデューサー)
- 「細雪」（音楽プロデューサー）
- 「クルタ 夢大陸の子犬」（音楽プロデューサー）
- 「NIGHT HEAD」（音楽プロデューサー）
- 「12人の優しい日本人」（音楽プロデューサー）
- 「800 TWO LAP RUNNERS」（音楽プロデューサー）